# Daoxian-Massaker

Provinz Hunan

Das Daoxian-Massaker oder Kreis-Dao-Massaker (chinesisch 道縣大屠殺 / 道县大屠杀, Pinyin Dàoxiàn Dàtúshā) ereignete sich auf Anordnung der Parteiführung der Kommunistischen Partei Chinas im Kreis Daoxian (Hunan, China) und dauerte 66 Tage, vom 13. August bis 17. Oktober 1967. Dabei wurde im Zuge der Kulturrevolution viel Gewalt angewandt, und es wurden 4.519 Menschen umgebracht. In allen elf Landkreisen und Städten, einschließlich Daoxian selbst, wurden insgesamt 7.696 Menschen getötet, während 1.397 Menschen zum Selbstmord gezwungen wurden. Mindestens 14.000 Menschen nahmen an dem Massaker teil, und die meisten Opfer waren Mitglieder der „Fünf schwarzen Kategorien“.
Während der „Boluan-Fanzheng-Periode“ betrachtete die Kommunistische Partei Chinas das Daoxian-Massaker als einen der „ungerechten, falschen, fehlerhaften“ (冤假错案) Fälle der Kulturrevolution und die Opfer wurden rehabilitiert. Allerdings wurde nur eine kleine Anzahl von Tätern des Massakers jemals bestraft und einige zu lebenslanger Haft verurteilt.

## Hintergrund
Während der Kulturrevolution in China von 1966 bis 1976 wurden Millionen von Menschen, die als „Konterrevolutionäre“ galten oder sich nicht auf die Seite von Mao Zedong stellten, verfolgt. Der „Überragende Führer“ Mao befürwortete die revolutionäre Bewegung und die Angriffe auf Autoritätspersonen, die seiner Meinung nach selbstgefällig, bürokratisch und antirevolutionär waren. Die örtlichen Roten Garden griffen jeden an, dem es an revolutionärer Glaubwürdigkeit fehlte und wandten sich schließlich gegen jene, die ihre Bemühungen und Absichten nicht voller Überzeugung unterstützten. Im August 1966 erließ das Zentralkomitee der Kommunistischen Partei Chinas eine Richtlinie mit dem Titel „Beschluss des Zentralkomitees der chinesischen Partei über die Große proletarische Kulturrevolution“ (auch bekannt als die Sechzehn Punkte), um die Ziele der Revolution zu definieren. Später in demselben Monat rief Mao riesige Paraden der Roten Garde ins Leben, bei denen sein Rotes Buch hochgehalten wurde.
Die Bewegung wuchs, teilte sich jedoch auch in unabhängige Bewegungen und Fraktionen der Roten Garde, die alle ihre eigene Vorstellung der Bewegung hatten. Trotz offizieller Weisungen und Anregungen der Parteiführung blieben den lokalen Kräften eigene Definitionen der Ziele der Revolution überlassen, wodurch schließlich viele Funktionäre Gewalt in ihre Kommune brachten und mit den Bürgern kollidierten. Niemand wollte als „reaktionär“ gelten, doch aufgrund von Mangel offizieller Richtlinien zur Identifizierung „wahrer Kommunisten“ wurde fast jeder zum Ziel von Missbrauch. Die Menschen versuchten sich selbst zu schützen und der Verfolgung zu entkommen, indem sie Freunde und sogar ihre eigenen Familien angriffen. Das Ergebnis war eine Serie von Angriffen und Gegenangriffen, Fraktionskämpfen, unberechenbarer Gewalt und der Zusammenbruch der Autorität in ganz China.

## Entstehung
Zum Zeitpunkt des Massakers hatte der Kreis Dao noch kein eigenes lokales revolutionäres Komitee gegründet, um auf die „Konterrevolutionäre“ zu reagieren. So waren die Offiziere der lokalen Armee die Verwalter der führenden Gruppe des Komitats für die Aktion „Die Revolution fassen und die Produktion fördern“.
Bei zwei Bezirksversammlungen am 5. und 11. August verbreitete Liu Shibing, der Politische Kommissar des Bezirkshauptsitzes der Miliz, ein Verschwörungsgerücht: Chiang Kai-sheks nationalistische Truppen würden das chinesische Festland angreifen; die Klassenfeinde des Kreises Dao, insbesondere die „Fünf Schwarzen Kategorien“, hätten die Zusammenarbeit mit Chiang geplant, um eine Rebellion anzuzetteln. Darüber hinaus behauptete Liu, dass eine Reihe von Menschen unter den Fünf Schwarzen Kategorien geplant habe, alle Mitglieder der Kommunistischen Partei und die armen und unteren mittleren Bauernführer im Kreis Dao zu töten. Liu Shibing, zusammen mit Xiong Binen, dem stellvertretenden Sekretariat des Komitees der Kommunistischen Partei Chinas des Kreises Dao, befahl allen Miliz- und Sicherheitsbeamten, einen dringenden Präventivangriff gegen die Klassenfeinde zu starten. Obwohl sie das Wort „töten“ nicht ausdrücklich nannten, verstanden alle Parteiführungsstufen die Bedeutung dieses starken Signals. Es besteht kein Zweifel, dass die höchsten Regierungsbeamten die Entscheidungsträger waren. Sie verbreiteten nicht nur ein Gerücht, um das sich nähernde Massaker zu rechtfertigen, sondern gaben zudem ihren Untergeordneten den Auftrag, die Ermordungen durchzuführen.

## Die Ermordungen
Fast jeder konnte ein Opfer während des Massakers sein. Darunter waren sowohl Säuglinge, als auch Rentner. Diejenigen, die umgebracht oder in den Selbstmord getrieben wurden, waren nicht nur diejenigen, die als „Fünf Schwarze Kategorien“ galten, sondern auch Menschen, die persönliche Ressentiments und Konflikte mit lokalen Beamten und Bewohnern hatten.
Die Bezirks- und Gemeindeverantwortlichen hatten ihre eigene brutale und gesetzlose Art, die Massaker in ihrem Gebiet zu organisieren. Vor den Hinrichtungen hielten sie oft einen kurzen (nur wenige Minuten dauernden) „Prozess“ in dem gesetzlos geschaffenen „Obersten Gerichtshof der armen und niederen Bauern“ ab. Die „Richter“ waren erwartungsgemäß die örtlichen Führer, die die Morde im Vorhinein arrangiert hatten. Wurden die Opfer – die sich fast immer inmitten von Korruption und Gesetzlosigkeit befanden – zum Tode verurteilt, wurden sie von einer bewaffneten Miliz gefesselt und zu einer Massenkundgebung gebracht, um dort ihre „Verbrechen“ öffentlich anzuprangern. Manchmal glaubten die lokalen KPCh- und Milizbeamten, dass es gefährlich sein könnte, die Opfer an die Öffentlichkeit zu bringen. Sie sendeten dann heimlich ein Team bewaffneter Milizen zu den Häusern der Opfer, um dort das Gemetzel durchzuführen. Die Opfer wurden oft unterwegs über aufgetretene Probleme informiert, die sie zur Rückkehr nach Hause zwangen, dort wurden sie schließlich bereits erwartet und umgebracht. Die Opfer wurden auf verschiedene Arten getötet, von Schüssen über Schläge bis hin zu Enthauptungen. Die direkt an den Hinrichtungen beteiligten Personen wurden für ihre Arbeit mit höheren Gehältern belohnt, als sie durch ihre reguläre Beamtenbeschäftigung verdient hätten. Dies erklärt die hohe Anzahl der daran beteiligten Mörder; eine Reihe lokaler KPCh- und Milizbeamter leitete die Morde persönlich. Es überrascht nicht, dass angesichts der fehlenden Strafverfolgung sich auch lokale Kriminelle an den Gewaltaktionen beteiligten. Die meisten von denen in den Milizen waren sozial Ausgestoßene und wenig respektierte Menschen, die versuchten, durch ihre Teilnahme an den Morden Ehre zu erlangen.
Die Massengewalt in Daoxian verbreitete sich schließlich auf andere Bezirke in der Provinz Hunan, als andere Gruppen ihre eigenen Gebiete von „Konterrevolutionären“ reinigen wollten. Schließlich schickten das Zentralkomitee der KPCh und das Revolutionskomitee der Provinz Hunan am 29. August nach schweren Beschwerden von Überlebenden des Massakers die 47. Feldarmee, um alle lokalen KPCh- und Milizmitglieder zu zwingen, die Ermordungen einzustellen. Bis zum 17. Oktober kam es jedoch immer noch zu sporadischen Morden. Insgesamt wurden 4.519 Menschen allein im Kreis Dao getötet oder in den Selbstmord getrieben, und mehr als 14.000 sollen an den Morden teilgenommen haben. Nur ein kleiner Teil der Täter wurde jemals bestraft und keiner zum Tode verurteilt.